# Diplopota hungarica
Diplopota hungarica är en tvåvingeart som först beskrevs av Thalhammer 1897.  Diplopota hungarica ingår i släktet Diplopota och familjen parasitflugor.
Artens utbredningsområde är Ungern. Inga underarter finns listade i Catalogue of Life.